# Georges Claude
Georges Claude (Paris, 24 de setembro de 1870 — Paris, 23 de maio de 1960) foi um engenheiro e inventor francês. Ele é conhecido por seus primeiros trabalhos sobre a liquefação industrial do ar, pela invenção e comercialização da iluminação neon e por um grande experimento de geração de energia bombeando água do mar fria das profundezas. Ele foi considerado por alguns como "o Edison da França". Claude foi um colaborador ativo dos ocupantes alemães da França durante a Segunda Guerra Mundial, pelo qual foi preso em 1945 e destituído de suas honras.
Inspirado pelos tubos de Geissler e pela invenção de Daniel McFarlan Moore de uma luz baseada em nitrogênio (o "tubo de Moore"), Claude desenvolveu iluminação de tubo de néon para explorar o néon que foi produzido como um subproduto de seu negócio de liquefação de ar.  Estes eram todos tubos de "descarga luminescente" que geram luz quando uma corrente elétrica é passada através do gás rarefeito dentro do tubo. A primeira demonstração pública de Claude de uma grande luz neon foi no Salão Automóvel de Paris (Salon de l'Automobile et du Cycle), de 3 a 18 de dezembro de 1910.